# Línea 49 (Movibus)
La línea 49 de la red de autobuses interurbanos de la Región de Murcia (Movibus) une Roldán con San Pedro del Pinatar.

## Características
Fue puesta en servicio el 3 de diciembre de 2021, con la entrada en vigor de la primera fase de Movibus. Heredó el recorrido de la línea pinatarense 2, prestada por la empresa Autocares La Inmaculada, siendo ampliada desde su terminal en Balsicas hasta su cabecera actual.
La línea mantiene los mismos horarios todo el año (exceptuando las vísperas de festivo y festivos de Navidad).
Pertenece a la concesión RMU-004 "Metropolitana Cartagena-Mar Menor", y es operada por ALSA (TUCARSA).

## Horarios
Los horarios que no sean cabecera son aproximados.
| Lunes a viernes laborables              |                                |                                |                                |                                |                                |                                |                                |                                |                                |                                |                                |
| Roldán > San Pedro del Pinatar          | Roldán > San Pedro del Pinatar | Roldán > San Pedro del Pinatar | Roldán > San Pedro del Pinatar | Roldán > San Pedro del Pinatar | Roldán > San Pedro del Pinatar | San Pedro del Pinatar > Roldán | San Pedro del Pinatar > Roldán | San Pedro del Pinatar > Roldán | San Pedro del Pinatar > Roldán | San Pedro del Pinatar > Roldán | San Pedro del Pinatar > Roldán |
| Roldán                                  | Balsicas                       | Hospital Los Arcos             | San Javier                     | La Ribera                      | San Pedro                      | San Pedro                      | La Ribera                      | San Javier                     | Hospital Los Arcos             | Balsicas                       | Roldán                         |
| 07:15                                   | 07:25                          | 07:50                          | 07:55                          | 08ː05                          | 08:20                          | 08:30                          | 08ː45                          | 08:55                          | 09:00                          | 09:25                          | 09:35                          |
| 09:45                                   | 09:55                          | 10:20                          | 10:25                          | 10ː35                          | 10:50                          | 11:00                          | 11ː15                          | 11:25                          | 11:30                          | 11:55                          | 12:05                          |
| 12:30                                   | 12:40                          | 13:05                          | 13:10                          | 13ː20                          | 13:35                          | 14:30                          | 14ː45                          | 14:55                          | 15:00                          | 15:25                          | 15:35                          |
| 15:45                                   | 15:55                          | 16:20                          | 16:25                          | 16ː35                          | 16:50                          | 19:00                          | 19ː15                          | 19:25                          | 19:30                          | 19:55                          | 20:05                          |
| 20:15                                   | 20:25                          | 20:50                          | 20:55                          | 21ː05                          | 21:20                          |                                |                                |                                |                                |                                |                                |
| Sábados laborables, domingos y festivos |                                |                                |                                |                                |                                |                                |                                |                                |                                |                                |                                |
| Roldán > San Pedro del Pinatar          | Roldán > San Pedro del Pinatar | Roldán > San Pedro del Pinatar | Roldán > San Pedro del Pinatar | Roldán > San Pedro del Pinatar | Roldán > San Pedro del Pinatar | San Pedro del Pinatar > Roldán | San Pedro del Pinatar > Roldán | San Pedro del Pinatar > Roldán | San Pedro del Pinatar > Roldán | San Pedro del Pinatar > Roldán | San Pedro del Pinatar > Roldán |
| Roldán                                  | Balsicas                       | Hospital Los Arcos             | San Javier                     | La Ribera                      | San Pedro                      | San Pedro                      | La Ribera                      | San Javier                     | Hospital Los Arcos             | Balsicas                       | Roldán                         |
| 09:00                                   | 09:10                          | 09:35                          | 09:40                          | 09ː50                          | 10:05                          | 13:00                          | 13ː15                          | 13:25                          | 13:30                          | 13:55                          | 14:05                          |
| 14:15                                   | 14:25                          | 14:50                          | 14:55                          | 15ː05                          | 15:20                          | 16:00                          | 16ː15                          | 16:25                          | 16:30                          | 16:55                          | 17:05                          |
| 17:15                                   | 17:25                          | 17:50                          | 17:55                          | 18ː05                          | 18:20                          | 20:00                          | 20ː15                          | 20:25                          | 20:30                          | 20:55                          | 21:05                          |

## Recorrido y paradas

### Sentido San Pedro del Pinatar
| Parada                                      | Común con             |
| ------------------------------------------- | --------------------- |
| Roldán                                      | 45                    |
| Lo Ferro                                    | 45                    |
| Balsicas                                    | 45                    |
| San Cayetano                                |                       |
| Hospital Los Arcos                          | 47 48A 411            |
| Pozo Aledo                                  | 47 48A 411            |
| Los Canteros                                | 47 48A 48B 411        |
| San Javier (Parque Almansa)                 | 47 48A                |
| Los Bloques                                 | 47 48A                |
| Cuatro Picos                                | 47 48A                |
| Pescadores de la Ribera                     | 46 47 48A             |
| La Ribera - Guardia Civil                   | 46 47 48A             |
| Virgen de Loreto, 70                        | 46 47 48A             |
| Virgen de Loreto - Kiosco                   | 46 47 48A             |
| Avda. Academia General del Aire             | 47 48A                |
| Calle Hortensia                             | 47 48A                |
| Hotel Neptuno                               | 46 47 48A             |
| Lo Pagán (Feria)                            | 46 47 48A             |
| Gasolinera Lo Pagán                         | 46 47 48A             |
| Fábrica de Chocolate                        | 46 47 48A             |
| Pescadores de San Pedro                     | 46 47 48A             |
| Avda. de Las Salinas                        | 46 47 48A             |
| Estación de Autobuses San Pedro del Pinatar | 46 47 48A 48B 410 411 |

### Sentido Roldán
| Parada                                      | Común con             |
| ------------------------------------------- | --------------------- |
| Estación de Autobuses San Pedro del Pinatar | 46 47 48A 48B 410 411 |
| Avda. de Las Salinas                        | 46 47 48A             |
| Pescadores de San Pedro                     | 46 47 48A             |
| Fábrica de Chocolate                        | 46 47 48A             |
| Gasolinera Lo Pagán                         | 46 47 48A             |
| Lo Pagán (Feria)                            | 46 47 48A             |
| Hotel Neptuno                               | 46 47 48A             |
| Calle Hortensia                             | 47 48A                |
| Avda. Academia General del Aire             | 47 48A                |
| Virgen de Loreto - Kiosco                   | 46 47 48A             |
| Virgen de Loreto, 70                        | 46 47 48A             |
| La Ribera - Guardia Civil                   | 46 47 48A             |
| Pescadores de la Ribera                     | 46 47 48A             |
| Cuatro Picos                                | 47 48A                |
| Los Bloques                                 | 47 48A                |
| Av. Calderón de la Barca - Parque Almansa   | 47 48A                |
| Calle Jabalina (Desvío)                     | 47 48A                |
| San Javier (Av. Pinatar)                    | 46 47 48A 48B 411     |
| Los Canteros                                | 47 48A 48B 411        |
| Pozo Aledo                                  | 47 48A 411            |
| Hospital Los Arcos                          | 47 48A 411            |
| San Cayetano                                |                       |
| Balsicas                                    | 45                    |
| Lo Ferro                                    | 45                    |
| Roldán                                      | 45                    |